# D-Wagen 5/20
Der D-Wagen 5/20 ist ein Pkw-Modell der Deutschen Industriewerke.

## Beschreibung
1924 präsentierte der Hersteller das Modell. Das Fahrzeug lag größen- und leistungsmäßig zwischen Kleinwagen und Mittelklasse, sodass die Einstufung als untere Mittelklasse plausibel erscheint. Die Serienproduktion begann 1925 und endete 1926.
Der Motor und das Dreiganggetriebe waren in einem Block hergestellt. Der Vierzylindermotor mit einer Bohrung von 68 mm und einem Hub von 86 mm hatte 1249 cm³ Hubraum. Damit war er mit 5 Steuer-PS eingestuft und leistete 20 PS. Die Kraft wurde über eine Kardanwelle an die Hinterachse übertragen. Schalt- und Handbremshebel waren in Fahrzeugmitte eingebaut. Die Handbremse wie auch die Fußbremse wirkten nur auf die Hinterachse. Der Wagen war viersitzig. Als offener Tourenwagen wurde er für 4900 Goldmark angeboten und als Limousine für 5800 Goldmark.